# Мухаммад VI аль-Ахмар
Абу́ ’Абдулла́х Мухаммад VI ибн Исма́’и́л (араб. أبو عبد الله محمد بن إسماعيل‎; 1332 — 25 апреля 1362) — эмир Гранады из династии Насридов, правивший с 1360 по 1362 год. Представитель боковой линии Насридов, зять эмира Исмаила II. Известен как Мухаммад VI, имел также прозвище аль-Ахмар (араб. أحمر‎ — малиновый), или аль-Асмар (араб. أسمر‎ — смуглый).

## Биография
Мухаммад являлся мужем сестры эмира Исмаила II и участвовал в заговоре против эмира Гранады Мухаммад V во время восхода на трон Исмаила II. 28 июня 1360 года Мухаммад VI приказывает убить эмира Исмаила II, и сам занимает трон.
Но против него заключают союз ранее изгнанный эмир Гранады Мухаммад V и король Кастилии Педро I. В феврале 1362 года у Кастро-дель-Рио их войска встречаются для совместного похода на Гранаду. После неудачных пограничных столкновений, потери нескольких крепостей в Гранаде сторонники Мухаммада V свергли Мухаммада VI. Свергнутый эмир получил пропуск от короля Педро I до Севильи, где обязался отречься от претензий на гранадский трон. В то же время союзные Мухаммаду VI арагонские войска были разбиты кастильцами в сражении у Нахеры. 16 марта 1362 Мухаммад V возвращает себе титул эмира Гранады, а 25 апреля того же года Педро I лично казнит Мухаммада VI ударом копья в Кампос де Таблада (около Севильи).